# Mavis of the Glen
Mavis of the Glen è un cortometraggio muto del 1915 diretto da Robert Z. Leonard. Il film, in 3 rulli, fu interpretato dallo stesso regista e da Ella Hall.

## Produzione
Il film fu prodotto dall'Universal Film Manufacturing Company.

## Distribuzione
Distribuito dall'Universal Film Manufacturing Company, il film - un cortometraggio in tre bobine - uscì nelle sale cinematografiche statunitensi il 21 aprile 1915.